# Leucocosmia nonagrica
Leucocosmia nonagrica är en fjärilsart som beskrevs av Walker 1864. Leucocosmia nonagrica ingår i släktet Leucocosmia och familjen nattflyn. Inga underarter finns listade i Catalogue of Life.